# Kilkenny
Kilkenny (irsko Cill Chainnigh, kar pomeni 'cerkev Cainnecha') je mesto v grofiji Kilkenny, v provinci Leinster na Irskem in njena prestolnica. Zgrajeno je na obeh straneh reke Nore. Mesto upravlja okrožni (borough) svet (in župan), kar je raven pod mestnim svetom v lokalni upravi države, čeprav Zakon o lokalni samoupravi iz leta 2001 dovoljuje »uporabo opisnega mesta«. Popis leta 2016 kaže, da ima Kilkenny 26.512 prebivalcev.
Leta 2009 je mesto Kilkenny praznovalo svojo 400. letnico od podelitve statusa mesta leta 1609. Čeprav je navedeno kot mesto, je Kilkenny danes veliko mesto, sedmo največje na Irskem.
Kilkenny je turistična destinacija, v svoji okolici ima zgodovinske stavbe, kot so grad Kilkenny, stolnica svete Canice in okrogli stolp, Rothe House, hiša družine Shee Alms, [4] Črna opatija, stolnica svete Marije, mestna hiša, samostan svetega Frančiška, Gracin grad in samostan svetega Janeza. Kilkenny je znan tudi po svojih obrtnih in oblikovalskih delavnicah, gledališču Watergate, javnih vrtovih in muzejih. Letni dogodki so festival Kilkenny Arts, festival komedije Cat Laughs in glasbe na festivalu Kilkenny Roots.
Nastanek Kilkennyja je povezan z začetkom izgradnje cerkve v zgodnjem šestem stoletju v kraljestvu Ossory. Po invaziji Normanov na Irsko je bil zgrajen grad Kilkenny in vrsta obzidij, da bi zaščitili prebivalce nastajajočega trgovskega mesta. William Marshall Leinsterski je leta 1207 Kilkenny povzdignil v mesto. Do konca trinajstega stoletja je bilo mesto pod nadzorom irskih Normanov. Statut Kilkennyja je bil serija petintridesetih aktov, sprejetih v Kilkennyju leta 1366, katerih cilj je bil preprečiti upad Irsko-normanskega lordstva Irske. Leta 1609 je kralj Jakob I. Angleški izdal Kilkenny Royal Charter, in mu podelil status mesta. Po vstaji leta 1641 je imela Irska katoliška konfederacija, znana tudi kot Konfederacija Kilkennyja, sedež v Kilkennyju in je trajala do Cromvellovega osvajanja Irske leta 1649.
Kilkenny je bil pivovarski center od poznega sedemnajstega stoletja in ima še vedno številne pivovarne. Sedež rimskokatoliškega škofa je v stolnici svete Marije in Irske cerkve v stolnici svete Canice.